# Diritto di preda
Diritto di preda è la denominazione tradizionale che ha assunto nel diritto bellico le potestà riconosciuta allo Stato belligerante di impadronirsi di beni appartenenti a uno Stato nemico.
Per il caso delle prede terrestri in passato non si faceva distinzione fra i beni dello Stato nemico e quelli privati dei suoi cittadini. Il moderno diritto internazionale ha progressivamente ristretto (non sempre con risultati pratici consistenti) il diritto di preda vietando i saccheggi e limitando il bottino predabile agli strumenti di guerra o strettamente connessi.
Particolare applicazione il diritto di preda ha avuto in relazione al commercio marittimo svolto dagli Stati belligeranti.
Il diritto di predare la nave nemica (diritto di corsa) era riconosciuto in passato (fino alla dichiarazione di Parigi del 1856) a tutte le navi, da guerra e mercantili, munite da uno Stato belligerante di speciale autorizzazione (lettera di corsa), anche se battenti bandiera di un altro Stato.
I principi stabiliti dalla dichiarazione di Parigi limitano invece il diritto di preda alle sole navi dello Stato belligerante.
Quanto alla predabilità della merce nemica trasportata per nave, valgono i principi nave libera, merce libera e nave non libera, merce libera che escludono dalla confisca sia la merce nemica imbarcata su nave neutrale sia la merce neutrale imbarcata su nave nemica.
Il diritto di preda è inoltre esercitabile soltanto nelle proprie acque territoriali e in alto mare (non nel mare territoriale di uno Stato neutrale).
Le navi mercantili neutrali e le merci neutrali sono predabili quando ricorra una violazione dei tre divieti imposti al commercio marittimo neutrale: contrabbando di guerra, blocco e assistenza ostile (cioè fornita da uno stato nemico).
Per accertare il rispetto di questo principio è previsto il diritto di ispezionare la nave neutrale (diritto di visita).